# 全国普通科高等学校長会
全国普通科高等学校長会（ぜんこくふつうかこうとうがっこうちょうかい）は、東京都港区西新橋2-5-10　NBC西新橋ビル4Fに本部を置く、全国の国公私立普通科高等学校、中等教育学校後期課程の校長、教育機関の代表者等の任意団体である。普通教育に関する調査研究、振興を目的とする。1948年（昭和23年）5月28日設立。2014年（平成26年）4月末現在の会員校数は3,338校である。